# Макуа
Макуанци или Макуа народ (познати и као вамакуа, маква, макоане, нгуру; Makua, Makhuwa) етничка су група банту народа која насељава југоисточне делове Африке, највише у Мозамбику, Малавију, Танзанији, Зимбабвеу и Јужноафричкој Републици. Према подацима из 1998. као припадници овог народа изјаснило се око 8,5 милиона људи. Макуанци су једна од највећих етничких група у Мозамбику, а највећим делом настањују подручје северно од реке Замбези. 
Деле се на четири географско-лингвистичке подгрупе: Доњи Макуа (Лоло Макуа), горњи (Ломве Макуа), Мауа и Њаса Макуа (или Медо). Макуански језик (називан и Емакуа) припада групи банту језика и има неколико различитих дијалеката.
Макуанци се традиционално баве пољопривредом и ловом, иако се у неким старијим списима могу пронаћи подаци и о трговачкој делатности на подручју између језера Малави и обале Индијског океана.
Међу припадницима народа Макуа најраширенија су традиционална афричка веровања (око 70%), они који насељавају приобална подручја су услед контаката са арапским трговцима углавном прешли на ислам, док један мањи број припада католичкој вери.